# Who‐ya Extended
Who-ya Extended é um grupo musical japonês, assinado com a Sacra Music pela Sony Music Entertainment Japan, cujo principal membro é o vocalista Who-ya (que tinha 20 anos quando estreou em 2019).  Outros membros além do Who-ya mudam dependendo das músicas, embora tenham membros principais.
Em novembro de 2019, o grupo estreou com o single "Q-vism" da SME Records. A música foi tema de abertura do anime de TV Psycho-Pass 3 que começou a ser transmitido no mesmo mês. O single pré-lançado em 25 de outubro ficou em primeiro lugar na parada geral do ITunes, em primeiro lugar no Amazon Digital Popularity Ranking, em primeiro lugar na categoria Anime do iTunes, e classificado entre os 10 primeiros no Oricon semanalmente. classificações digitais únicas e assim por diante.
Em março de 2020, eles lançaram digitalmente "Synthetic Sympathy", que foi a música tema do filme de anime Psycho-Pass 3: First Inspector, que começou a ser transmitido no mesmo mês. No dia 15 de abril, foi lançado o primeiro álbum "wyxt".
Em janeiro de 2021, sua nova música " VIVID VICE " foi selecionada como música de abertura da 2ª temporada do anime Jujutsu Kaisen.
Foi anunciado que em 10 de novembro de 2021 eles lançaram seu segundo álbum completo "WII". Eles realizaram seu primeiro solo ao vivo em 23 de janeiro de 2022.
Em 2023, o grupo se apresentou em São Paulo, na Anime Friends.